# Поповка (Пошехонский район)
Поповка — деревня в Пошехонском районе Ярославской области России. Входит в состав Ермаковского сельского поселения.

## География
Деревня находится в северной части области, в подзоне южной тайги, на левом берегу реки Керомы, к северу от автодороги 78К-0004, на расстоянии примерно 11 километров (по прямой) к западу-северо-западу от города Пошехонье, административного центра района. Абсолютная высота — 112 метров над уровнем моря.

### Климат
Климат характеризуется как умеренно континентальный, с продолжительной холодной зимой и коротким умеренно тёплым летом. Среднегодовая температура воздуха — 2,9 — 3,5 °C. Годовое количество атмосферных осадков — 500—750 мм, из которых большая часть выпадает в тёплый период. Преобладающее направление ветра юго-западное.

### Часовой пояс
Поповка, как и вся Ярославская область, находится в часовой зоне МСК (московское время). Смещение применяемого времени относительно UTC составляет +3:00.

## Население
| 2007 | 2010 |
| ---- | ---- |
| 33   | ↘19  |

### Национальный состав
Согласно результатам переписи 2002 года, в национальной структуре населения русские составляли 100 % из 47 чел.

## Транспорт
До деревни идёт грунтовая дорога. Ближайшая остановка общественного транспорта «Поповка» находится в 1,42 км от деревни.